# 225 a.C.

## Eventos
- Lúcio Emílio Papo e Caio Atílio Régulo, cônsules romanos.
- Guerra na Gália Cisalpina: vitória romana na Batalha de Telamão, apesar da morte do cônsul Atílio Régulo.
- China: o reino de Wen cai para os Ch'in.